# ジェーン・アダムズ
ジェーン・アダムズ（Jane Addams、1860年9月6日 - 1935年5月21日）は、アメリカ合衆国の社会事業家・平和運動家・女性運動家であり、ソーシャルワークの先駆者である。
1931年のノーベル平和賞を受賞した。

## 生い立ち

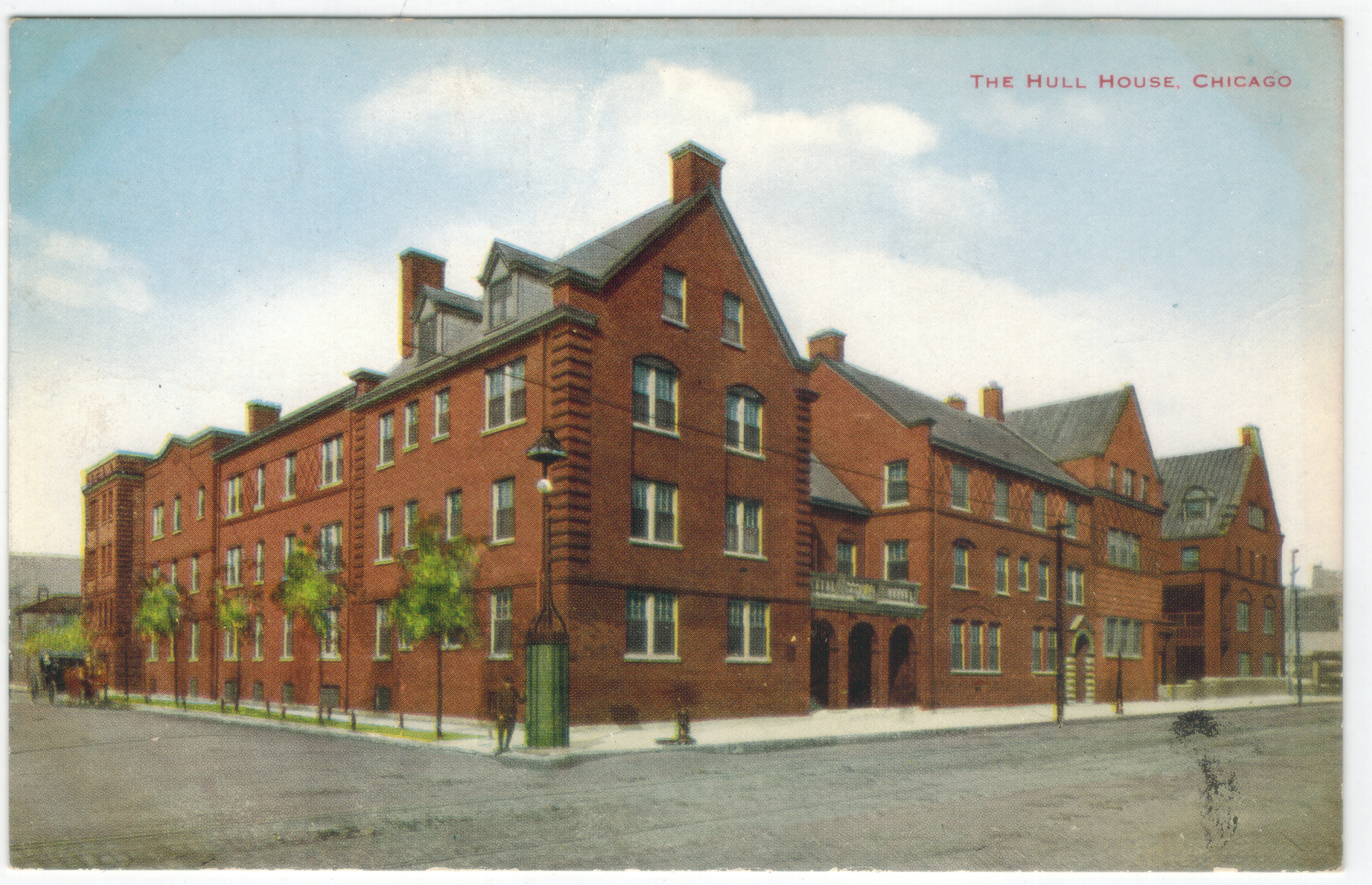
20世紀初頭のハルハウス

イリノイ州シダーヴィルに生まれる。ロックフォード大学で学び、1881年に首席で卒業した。しかし同年8月には父親であり資本家、政治家ジョン・アダムズ（リンカーンの友人）が死亡し、さらに自身は脊髄の手術のために、フィラデルフィアの女子医科大学での勉学を中断した。
不妊の身体と宣告された後の1883年から2年間、半ば神経症のような状態でモラトリアムとしてヨーロッパを遊学。スペインのマドリードで見た闘牛見物を機に、生き方を方向転換し、ロンドンに向かい、そこでセツルメント（日本では隣保館と呼ばれることもある）運動の先駆であるトインビーホール（サミュエル・バーネットにより1884年に設立）を実地見学（インターンのような活動）して、そこで、学友でもあり、親友でもあったエレン・ゲイツ・スターと共同でアメリカ合衆国でセツルメント開設を構想し、当時の貧しい人たちが居住していたシカゴのスラム街であったサウス・ホルステッド通り800番地の邸宅の空き家に当時世界最大規模のハルハウスが建てられた。これは、近在の貧困者のためのいわゆる地域福祉のセンターであり、また地域の社会改善事業のセンターとして機能するためのものであった。もともとは1856年に建てられた裕福な実業家の邸宅であったが、30年経過した当時となっては、シカゴで最も不潔で荒廃した地域になっており、極貧の工場や長屋に囲まれていた。そして1889年9月18日に、彼女は友人のスターの仲間とここにセツルメントを開設し、ハルハウスと名付けた。その後、多くの有能な女性たちもこの活動に参加して市民運動のような形になった。ハルハウスには1900年に、のちに早稲田大学学長となった塩澤昌貞が1年間滞在した。
1911年アメリカセツルメント・隣保事業センター連盟の創設に貢献し、その会長に就任。女性の救援や平和主義の運動でも強力なリーダーシップを発揮。1931年には教育学者のニコラス・バトラーと共にノーベル平和賞を受賞した。
ハルハウスは、週に2,000人もの人を世話し、成人のための夜間学校、幼稚園、少年少女のためのクラブ活動、慈善食堂、画廊、喫茶部門、体育館、女の子たちの手芸、調理クラブ、プール、製本所、音楽教室、図書館、そしてさまざまな関係部門を備えた大規模な活動であった。
1923年には来日して賀川豊彦ら多くの社会事業家らと交流している。
LIFE誌が1999年に選んだ「この1000年で最も重要な功績を残した世界の人物100人」に選ばれている。

## 主要な組織
ニューヨーク国連プラザ（国連本部）には、ジェーンアダムズ平和委員会というNPO組織がある。毎年、子供たちのための平和に役立つ本を選択し、ジェーンアダムズ平和ブック賞として作家を表彰している。授賞式の会場はニューヨーク国連本部である。2007年度の受賞本には、第二次世界大戦中にアメリカ合衆国内で日系人収容所の生活を題材にした絵本“砂漠に咲いたひまわり”（著者：エイミー・リー・タイ）が受賞している。2008年1月、ジェーンアダムズ平和ブック賞受賞作品がはじめて日本の子供たちに寄贈されている。日本の代表校として、作品は大阪府寝屋川市立神田小学校に寄贈された。

## 主要な著書
- 「民主主義と社会倫理」1902年
- 「新しい平和の理想」1907年
- 「ハル・ハウスの20年」1910年
- 「ハル・ハウスの次なる20年」1930年